# Шведско-датско-русское телефонное акционерное общество
Шведско-датско-русское телефонное акционерное общество — дореволюционная совместная российско-шведско-датская телекоммуникационная компания. Штаб-квартира компании располагалась в Москве.

## История

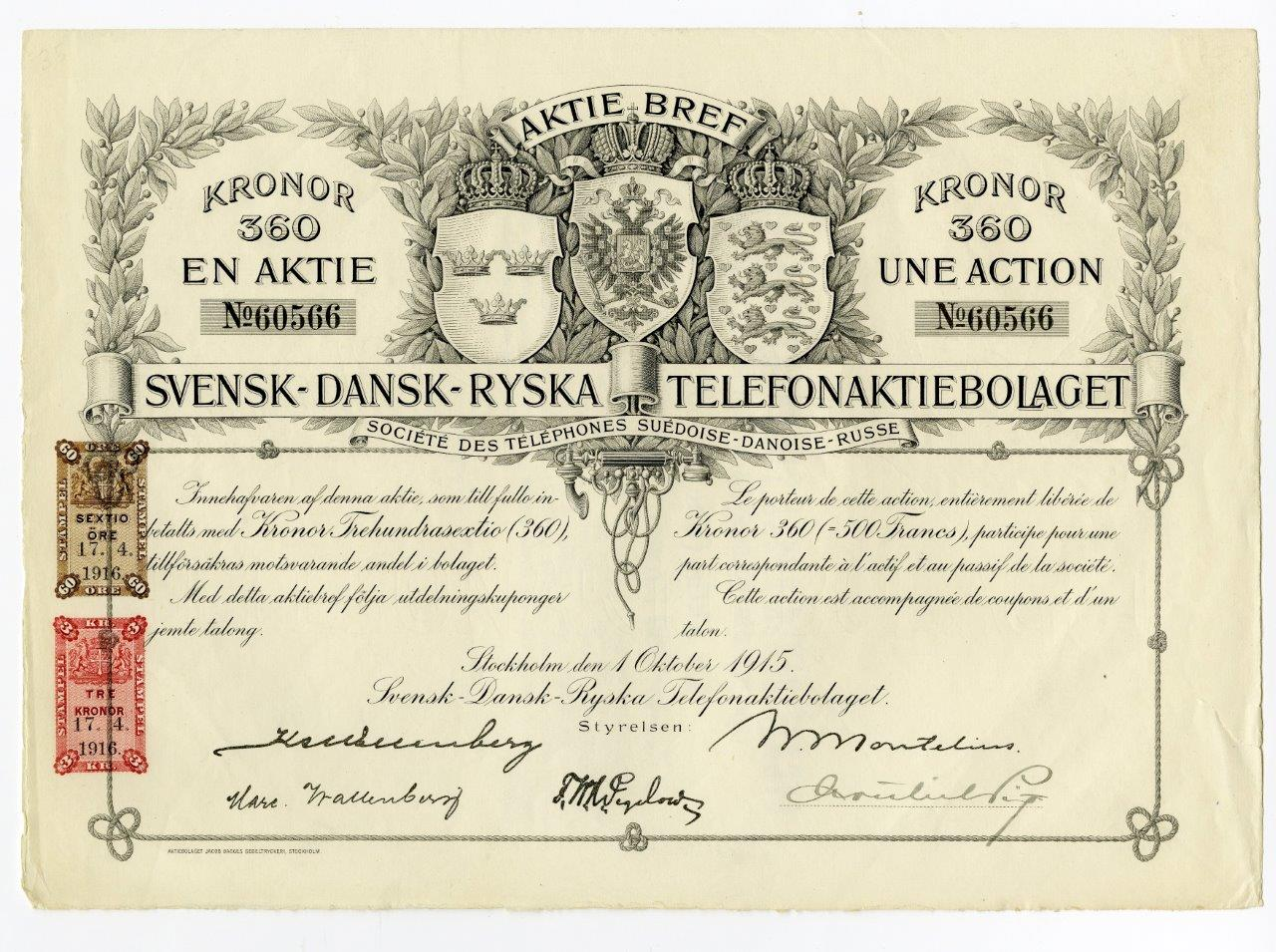
Акция на предъявителя в 360 шведских крон Шведско-Датско-Русского телефонного акционерного общества. Стокгольм, 1915 г.

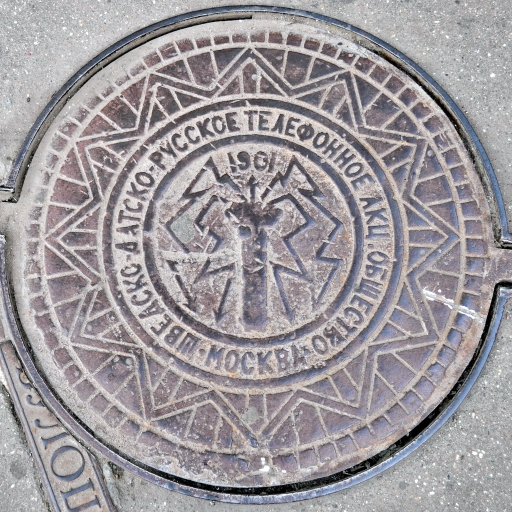
Крышка люка компании «Шведско-Датско-Русское телефонное акционерное общество»

Шведско-датско-русское телефонное акционерное общество — совместное предприятие, основанное одним из пионеров телекоммуникационной отрасли, шведским подданным Хенриком Торстеном Седергреном в начале XX века.
В 1901 году компании, которой, по некоторым данным покровительствовала вдовствующая императрица Мария Федоровна (датская принцесса Дагмара по происхождению) перешло владение московскими городскими телефонными сетями. Этому событию предшествовала победа Шведско-датско-русского телефонного АО на организованных городскими властями конкурсных торгах. Совместное предприятие предложило ежегодную абонентскую плату за пользование телефонным номером в размере 79 рублей, сумму, которая более чем втрое в меньшую сторону отличалась от платы, взимаемой старым владельцем московских городских телефонных сетей, Международной телефонной компании Белла.
Учитывая растущую потребность москвичей в телефонной связи, компания приступила к возведению Центральной городской станции с очень внушительной для того времени суммарной мощностью в 60 000 абонентов. Проектирование и строительство уникальной станции на специально выкупленном в Милютинском переулке участке земли было сложнейшей технической задачей, к решению которой удалось привлечь Ларса Магнуса Эрикссона, основателя всемирно известной компании Эриксон, имевшего опыт монтажа аналогичной станции в Стокгольме. Техническая документация грандиозного проекта разрабатывалась в Швеции специалистами его компании. Там же, на стокгольмском заводе фирмы, были произведены отдельные узлы и фрагменты технического оснащения будущей станции. Окончательная сборка осуществлялась в Москве и частично — на Эрикссоновской фабрике в Петербурге. Для монтажа оборудования из Стокгольма прибыл внушительный десант шведских мастеров и высококвалифицированных рабочих.
Официальное открытие центральной телефонной станции в Москве состоялось в октябре 1904 г. В являющемся памятником архитектуры, расположенном по адресу: Москва, Милютинский пер., 5, стр. 2, здании, некогда принадлежавшем Шведско-датско-русскому телефонному акционерному обществу, до сих пор располагается один из офисов ПАО МГТС.